# Dendropsophus microps
Dendropsophus microps é uma espécie de anura da família Hylidae.
Pode ser encontrada nos seguintes países: Brasil e possivelmente em Argentina.
Está ameaçada por perda de habitat.